# Шкловский, Олег Менделевич
Оле́г Ме́нделевич Шкло́вский (род. 9 июля 1947, Москва) — советский и российский актёр театра и кино, телеведущий.

## Биография
Олег Шкловский родился 9 июля 1947 года в Москве, в семье участника Великой Отечественной войны Менделя Хацкелевича Шкловского (1923—1982). Окончил 8 классов средней школы, после окончания школы стал работать на киностудии «Мосфильм», где освоил несколько профессий — радиомонтажёр, помощник звукооператора. Затем будущий актёр начал работу на заводе молочного оборудования в качестве шофёра-грузчика. Одновременно учился в Школе рабочей молодёжи.
Получив среднее образование, Олег Шкловский поступил в Школу-студию МХАТ (курс А. М. Карева). В 1970 году Олега Шкловского пригласил в труппу театра «Современник» Олег Ефремов. В этой труппе Олег Шкловский проработал 20 лет.
Сочиняя собственные сценарии, пьесы и прозу, Олег Шкловский убеждался, что ошибся в выборе профессии. Написав заявление об уходе, актёр начал преподавать восточные боевые искусства, был занят восстановлением православного храма. Пел в хоре, был чтецом, реставратором. Только в конце 1990-х актёр вернулся на сцену.
Гильдия актёров кино России на фестивале «Созвездие» вручила ему приз за лучшее исполнение мужской роли второго плана в фильме «У попа была собака». После этого актёру стали поступать предложения сняться в фильмах.
Позже Олег Шкловский по приглашению Александра Любимова становится ведущим ток-шоу в формате исторического расследования «Как это было» на канале ОРТ (производство телекомпании ВИD). Программа выходила с октября 1997 по май 2002 года.
В 2005 году актёр снимался в сериале «Не родись красивой», где он играл вместе со своим сыном Михаилом Шкловским.

## Семья
- Супруга — Галина Петровна Шкловская (род. 1946). В прошлом — актриса.
  - Дочь — Мария Шкловская (род. ?). Лингвист.
  - Сын — Михаил (род. 1983). Актёр.
  - Сын — Даниил (род. 1995).

## Книги
- Шкловский О. М., Шиманов А. П. Чёрный кот с оранжевыми глазами. — М.: Махаон, 2006. — 187 с.[6]

## Фильмография
| Год       |   | Название                                | Роль                                                                          |
| --------- | - | --------------------------------------- | ----------------------------------------------------------------------------- |
| 1971      | ф | Собака Баскервилей                      | Генри Баскервиль                                                              |
| 1972      | ф | Визит вежливости                        | Валерий, сын префекта Помпеи                                                  |
| 1975      | ф | Здравствуйте, я ваша тётя!              | Джеки Чесней, сын полковника Чеснея, жених Бетти                              |
| 1984      | с | Предел возможного                       | Виктор Михайлович, референт                                                   |
| 1985      | ф | Зимний вечер в Гаграх                   | Игорь, друг Мельниковой                                                       |
| 1985      | ф | Контрудар                               | комбриг Драгунский                                                            |
| 1986      | ф | Дополнительный прибывает на второй путь | Директор вагона-ресторана                                                     |
| 1986      | ф | Бармен из «Золотого якоря»              | Флеран                                                                        |
| 1987      | ф | Нужные люди                             | фотограф                                                                      |
| 1989      | ф | Дежа вю                                 | Жорж Переплётчиков, лейтенант одесской милиции, ревнивый муж (под прикрытием) |
| 1989      | ф | Узник замка Иф                          | Дебре                                                                         |
| 1990      | ф | Долой огуречного короля                 | отец Вольфганга, Мартины и Ника                                               |
| 1991      | ф | Игра на миллионы                        | Вильям Иванович, бандит-пианист                                               |
| 1991      | ф | И возвращается ветер…                   | заключённый-поляк                                                             |
| 1992      | ф | Устрицы из Лозанны                      | Стас Грахов, сотрудник прокуратуры                                            |
| 1992      | ф | Я обещала, я уйду                       | Аркадий Сергеевич Фишлер, доктор                                              |
| 1993      | ф | Бездна, круг седьмой                    | Мигель Орландо                                                                |
| 1993      | ф | У попа была собака…                     | Лёва Грачёв, директор кооператива                                             |
| 1993      | ф | Благотворительный бал                   | Сэм Блументал, устроитель бала                                                |
| 1994      | ф | Любовь французская и русская            | Жак                                                                           |
| 1998      | ф | Крутые: смертельное шоу                 | Талгат Талгатович, владелец охранного агентства                               |
| 2000      | ф | Армия спасения                          | американский генерал                                                          |
| 2003      | с | Пан или пропал                          | Генрих Густавсон                                                              |
| 2003      | с | Инструктор                              | Арияр                                                                         |
| 2003      | ф | Радости и печали маленького лорда       | Хавишам                                                                       |
| 2004      | с | Под небом Вероны                        | раввин Авраам Гольд                                                           |
| 2005      | с | Талисман любви                          | Глеб Глушковский, криминальный авторитет                                      |
| 2005—2006 | с | Не родись красивой                      | Георгий Юрьевич Урядов, начальник отдела кадров «Зималетто»                   |
| 2005      | с | Звезда эпохи                            | Арчибальд                                                                     |
| 2006      | с | Очарование зла                          | Дуглас, резидент советской разведки в Париже                                  |
| 2007      | с | Сыщик Путилин                           | Зейдлиц, ротмистр                                                             |
| 2007      | с | Национальное достояние                  | генерал-майор                                                                 |
| 2007      | с | Экстренный вызов                        | Юрий Николаевич                                                               |
| 2007      | с | Срочно в номер                          | Иннокентий Козлов                                                             |
| 2007      | с | Паутина                                 | Георгий Вахтангович Манукидзе                                                 |
| 2007      | ф | Золушка.ru                              | Георгий Попандопулос, муж Камиллы, отец Алекса и Теодора                      |
| 2008      | с | Две судьбы-4. Новая жизнь               | Зиновий Павлович                                                              |
| 2008      | с | Две сестры                              | Вениамин Коган                                                                |
| 2008      | ф | Другое лицо                             | профессор Шлицман                                                             |
| 2008      | ф | Поединок                                | Марк Аркадьевич Угрюмов                                                       |
| 2009      | с | Сёмин                                   | «Шансон», авторитет                                                           |
| 2009      | с | Джокер                                  | Марк Аркадьевич                                                               |
| 2011      | ф | Зимнее танго                            | Август Иванович, управляющий                                                  |
| 2011      | с | Месть                                   | Гордин, рейдер                                                                |
| 2012      | с | МУР. Третий фронт                       | Шантрель (Генрих Карлович Гоппе)                                              |
| 2013      | ф | Убийство на 100 миллионов               | Сергей Крючков                                                                |
| 2013      | с | Не плачь по мне, Аргентина!             | Рудольф Аскольдович, хозяин танцевального клуба                               |
| 2013      | с | Синдром Шахматиста                      | дядя Витя                                                                     |
| 2014      | с | Практика                                | Гиппократ Моисеевич Шульман                                                   |
| 2014      | с | Похищение Евы                           | Арсений Петрович, жених Валентины                                             |
| 2014      | ф | Джокер: Возмездие                       | Марк Аркадьевич Угрюмов                                                       |
| 2015      | с | Джокер: Операция «Капкан»               | Марк Аркадьевич Угрюмов                                                       |
| 2017      | с | Искупление                              | Георгий Иванович                                                              |
| 2018      | с | Практика-2                              | Гиппократ Моисеевич Шульман                                                   |
| 2018      | с | Джокер: Охота на зверя                  | Марк Аркадьевич Угрюмов                                                       |
| 2019      | с | Джокер: Технология войны                | Марк Аркадьевич Угрюмов                                                       |